# Alter Friedhof Immenhausen

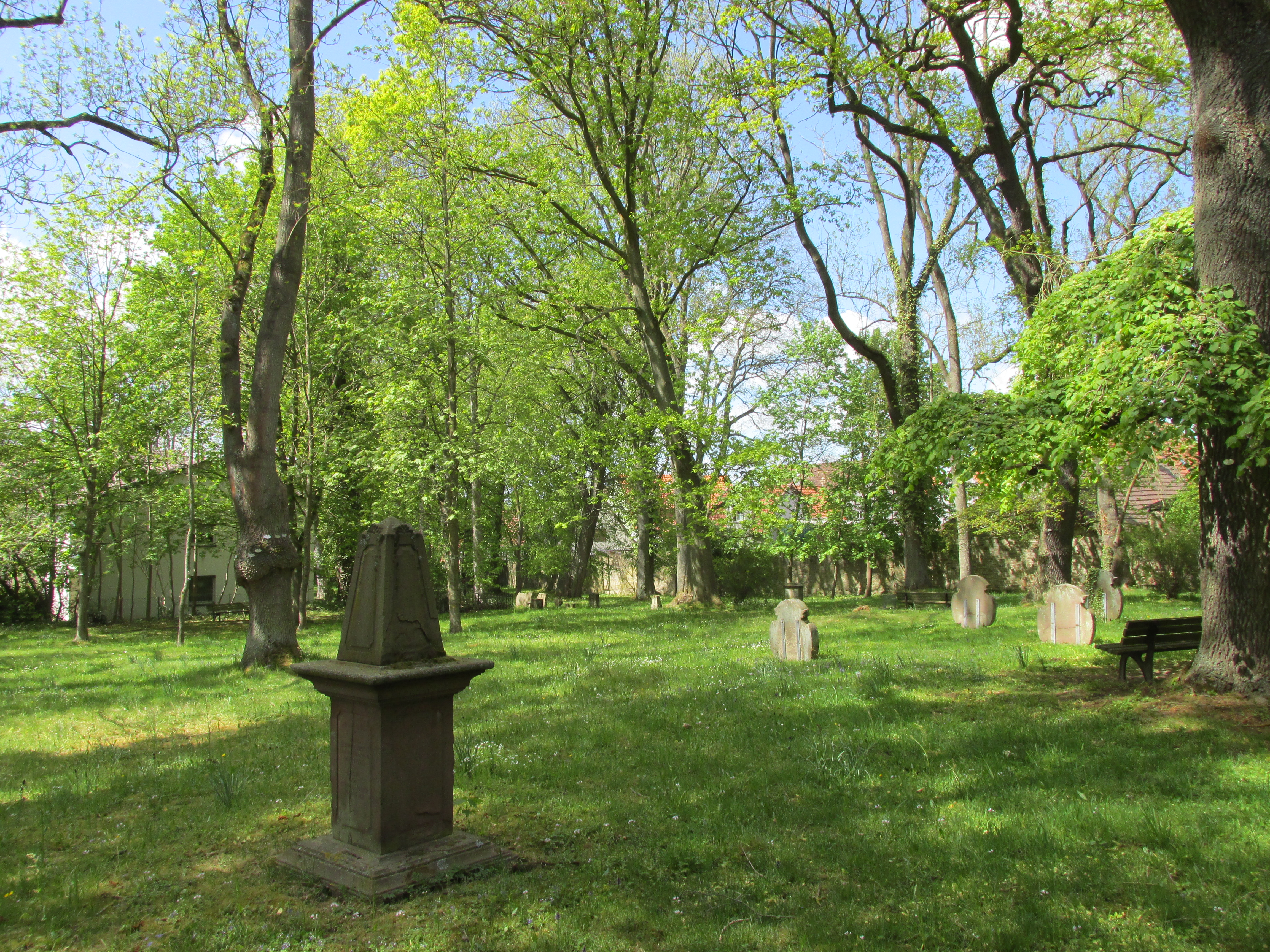
Alter Friedhof in Immenhausen

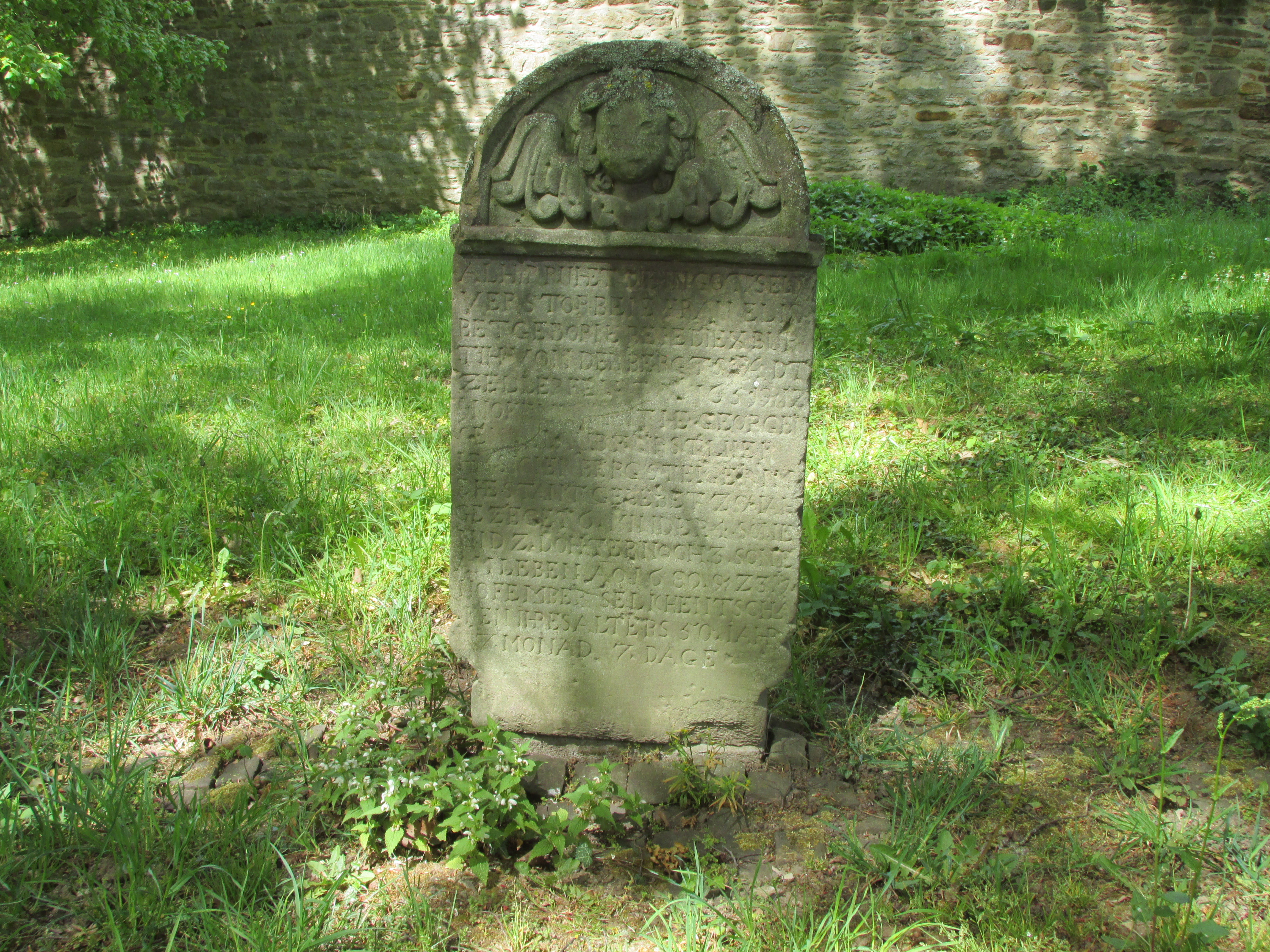
Grabstein

Der Alte Friedhof in Immenhausen, einer Stadt im Landkreis Kassel in Nordhessen, wurde vermutlich im 17. Jahrhundert angelegt. Der geschlossene Friedhof an der Hohenkirchener Straße ist ein geschütztes Kulturdenkmal.
Auf dem Friedhof, der außerhalb der Stadtmauer angelegt wurde, stehen noch einzelne barocke und klassizistische Grabsteine aus dem 17. bis 19. Jahrhundert für höher gestellte Persönlichkeiten wie Bürgermeister, Teichmeister oder Pfarrer.
Heute dient das Friedhofsgelände als Parkanlage, der alte Baumbestand ist als Naturdenkmal geschützt.